# Epfendorf
Epfendorf – miejscowość i gmina  w Niemczech, w kraju związkowym Badenia-Wirtembergia, w rejencji Fryburg, w regionie Schwarzwald-Baar-Heuberg, w powiecie Rottweil, wchodzi w skład wspólnoty administracyjnej Oberndorf am Neckar. Leży nad Neckarem, ok. 15 km na północ od Rottweil, przy drodze krajowej B14.